# Ven Stockheimder Bos
Het Ven Stockheimder Bos is een natuurgebied in de Belgische provincie Limburg, meer bepaald in de gemeente Dilsen-Stokkem. Het bijna twee hectare grote gebied is eigendom van Limburgs Landschap vzw en wordt ook door hen beheerd.

## Fauna
In het gebied zijn onder andere volgende diersoorten te vinden: havik, wilde eend, hazelworm, konijn, ree, rode bosmier, sperwer, vos en haas.

## Flora
In het gebied zijn onder andere volgende planten te vinden: zonnedauw, bochtige smele, brem, gagel, klokjesgentiaan, rendiermos, struikheide en beenbreek.